# Bill Fagerbakke

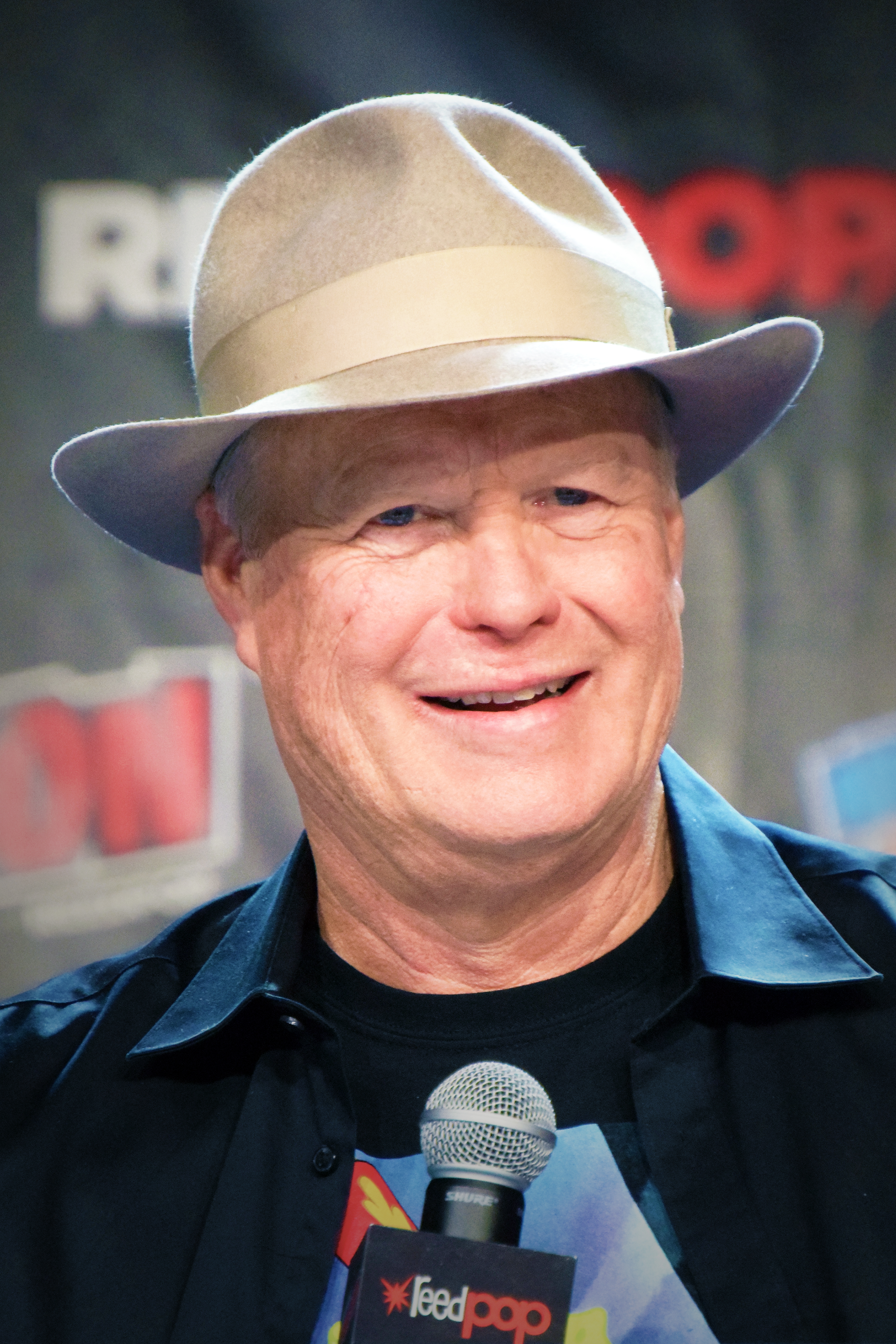
Bill Fagerbakke (2022)

William „Bill“ Fagerbakke (* 4. Oktober 1957 in Fontana, Kalifornien) ist ein US-amerikanischer Schauspieler und Synchronsprecher. In der Zeichentrickserie SpongeBob Schwammkopf leiht er Patrick Star seine Stimme.

## Leben
Fagerbakke besuchte die Minico High School in Rupert, Idaho sowie die University of Idaho und die Southern Methodist University. Aufgrund seiner Körpergröße (1,98 m) spielte er eine Zeit lang Football und Schauspielrollen wie den Co-Trainer „Dauber“ Dybinski in der Sitcom Mit Herz und Scherz.
Er war von 1989 bis 2012 mit Catherine McClenahan verheiratet und hat mit ihr zwei Töchter.

## Filmografie
Filme
- 1984: Perfect Strangers
- 1987: Das Geheimnis meines Erfolges (The Secret of My Succe$s)
- 1987: Almost Partners (TV-Film)
- 1988: Funny Farm
- 1989: Agentin mal zwei (Double Your Pleasure) (TV-Film)
- 1990: Der Harte und der Zarte (Loose Cannons)
- 1997: Das Geheimnis der Mumie (Under Wraps) (TV-Film)
- 1999: Hayley Wagner, Star (TV-Film)
- 2000: Das ultimative Weihnachtsgeschenk (The Ultimate Christmas Present) (TV-Film)
- 2003: Nur Hunde kommen in den Himmel (Quigley)
- 2005: Callback
- 2008: Finding Amanda
- 2009: Halloween II
- 2009: Jennifer’s Body – Jungs nach ihrem Geschmack (Jennifer’s Body)
- 2011: The Artist
- 2011: Rosewood Lane
- 2012: The Babymakers
- 2015: Mit besten Absichten (The Meddler)

Serien
- 1986: Jung und leidenschaftlich – Wie das Leben so spielt (As the World Turns) (eine Folge)
- 1989–1997: Mit Herz und Scherz (Coach) (199 Folgen)
- 1994: Stephen Kings The Stand – Das letzte Gefecht (The Stand) (Miniserie)
- 1995: Burkes Gesetz (Burke’s Law) (eine Folge)
- 1997: Sabrina – Total Verhext! (Sabrina, the Teenage Witch) (eine Folge)
- 1998–1999: Oz – Hölle hinter Gittern (Oz) (drei Folgen)
- 2001: Yes, Dear (eine Folge)
- 2004: The District – Einsatz in Washington (The District) (eine Folge)
- 2005–2014: How I Met Your Mother (zwölf Folgen)
- 2006: Rodney (eine Folge)
- 2007: Immer wieder Jim (According to Jim) (eine Folge)
- 2007: Heroes (zwei Folgen)
- 2009: Grey’s Anatomy (eine Folge)
- 2010: Ehe ist… (’Til Death) (eine Folge)
- 2012: Weeds – Kleine Deals unter Nachbarn (Weeds) (eine Folge)
- 2014: We Got Next (sechs Folgen)
- 2014: Growing Up Fisher (vier Folgen)
- 2017: Black-ish (eine Folge)
- 2018: Mom (eine Folge)
- 2019: Unbelievable (Miniserie)
- 2021–2023: Young Sheldon (vier Folgen)
- 2022: Der Denver-Clan (Dynasty) (eine Folge)

## Synchronarbeiten (Auswahl)
Filme
- 1996: Der Glöckner von Notre Dame (The Hunchback of Notre Dame) als Patziche
- 2001: Susi und Strolch 2: Kleine Strolche – Großes Abenteuer! (Lady and the Tramp II: Scamp’s Adventure) als Mooch
- 2003: Atlantis – Die Rückkehr (Atlantis: Milo’s Return) als Sven
- 2004: Balto – Sein größtes Abenteuer (Balto – Wings of Change) als Ralph/Mr. Conner
- 2004: Der SpongeBob Schwammkopf Film (The SpongeBob SquarePants Movie) als Patrick Star
- 2005: Die Madagascar-Pinguine in vorweihnachtlicher Mission (The Madagascar Penguins in A Christmas Caper) (Kurzfilm) als Ted der Eisbär
- 2005: Legend of Frosty the Snowman als Frosty the Snowman
- 2009: Space Buddies – Mission im Weltraum (Space Buddies) als Pi
- 2015: SpongeBob Schwammkopf 3D (The SpongeBob Movie: Sponge Out of Water) als Patrick Star
- 2020: SpongeBob Schwammkopf: Eine schwammtastische Rettung (The SpongeBob Movie: Sponge on the Run) als Patrick Star
- 2024: Rettet Bikini Bottom: Der Sandy Cheeks Film (Saving Bikini Bottom: The Sandy Cheeks Movie) als Patrick Star
- 2025: Plankton: Der Film (Plankton! The Movie) als Patrick Star

Serien
- 1994: Beethoven (13 Folgen) als Caesar
- 1994–1997: Gargoyles – Auf den Schwingen der Gerechtigkeit (Gargoyles) (48 Folgen) als Broadway
- 1995–1996: Dumb and Dumber (13 Folgen) als Harry Dunne
- 1996–1999: Jumanji (40 Folgen) als Alan Parrish
- 1998–1999: Herkules (vier Folgen) als Zyklop
- 1999: Abenteuer mit Timon und Pumbaa (Timon & Pumbaa) (eine Folge) als Bigfoot
- seit 1999: SpongeBob Schwammkopf (SpongeBob SquarePants) als Patrick Star
- 1999–2000: Starship Troopers (Roughnecks: The Starship Troopers Chronicles) (13 Folgen) als Cpl. Jeff Gossard
- 2000: Batman of the Future (Batman Beyond) (eine Folge) als Howard Lewis
- 2001: Tarzan (eine Folge) als Walter
- 2001–2004: Lloyd im All (Lloyd in Space) (40 Folgen) als Kurt
- 2002: Jackie Chan Adventures (eine Folge) als Butch
- 2002: Gladiator Academy (neun Folgen) als Rumpus
- 2005–2007: A.T.O.M.: Alpha Teens on Machines (25 Folgen) als Albert „Flesh“
- 2007: Kim Possible (eine Folge) als Myron
- 2007–2009: Transformers: Animated (36 Folgen) als Bulkhead
- 2009: The Spectacular Spider-Man (The Spectacular Spider-Man Animated Series) (eine Folge) als Morris Bench
- 2010: Batman: The Brave and the Bold (vier Folgen) als Ronnie Raymond
- 2011/2012: Meister Mannys Werkzeugkiste (Handy Manny) (zwei Folgen)
- 2011–2022: Young Justice (drei Folgen) als Big Bear
- 2013–2016: Sie nannten ihn Wander (Wander Over Yonder) (drei Folgen) als Prince Cashmere
- 2015–2017: King Julien (neun Folgen) als King Joey
- 2017: American Dad (American Dad!) (eine Folge) als Strannix
- 2017–2020: Dorothy and the Wizard of Oz (77 Folgen) als Scarecrow
- seit 2021: Kamp Koral: SpongeBobs Kinderjahre (Kamp Koral: SpongeBob’s Under Years) als Patrick Star
- seit 2021: Die Patrick Star Show (The Patrick Star Show) als Patrick Star